# IC 744
IC 744 ist eine linsenförmige Galaxie vom Hubble-Typ SB0-a im Sternbild Löwe an der Ekliptik. Sie ist schätzungsweise 347 Millionen Lichtjahre von der Milchstraße entfernt und hat einen Durchmesser von etwa 60.000 Lichtjahren. 

Im selben Himmelsareal befinden sich u. a. die Galaxien NGC 3951, NGC 3983, NGC 4002, IC 739.
Das Objekt wurde am 19. April 1893 vom französischen Astronomen Stéphane Javelle entdeckt.